# Typha orientalis
Typha orientalis är en kaveldunsväxtart som beskrevs av Karel Presl. 
Typha orientalis ingår i släktet kaveldun och familjen kaveldunsväxter. IUCN kategoriserar arten globalt som livskraftig. Artens utbredningsområde sträcker sig över västra Stilla havet, Malaysia, Indonesien, Australien och Nya Zeeland. Inga underarter finns listade i Catalogue of Life.

## Utseende och egenskaper
T. orientalis kan bli upp till 2 meter hög.
Sotsumphönor och australisk rördrom lever i stora områden med tätt växande T. orientalis.

## Användning
Växten heter raupō på maori. Historiskt sett var raupō viktigt vid tillverkning av poi och används än i dag för samma ändamål. Maorierna introducerade Typha orientalis till Chathamöarna där den har naturaliserats. Tidiga nyanlända europeiska bosättare till Nya Zeeland byggde hyddor tillverkade av Typha orientalis för att få tak över huvudet.

## Bilder

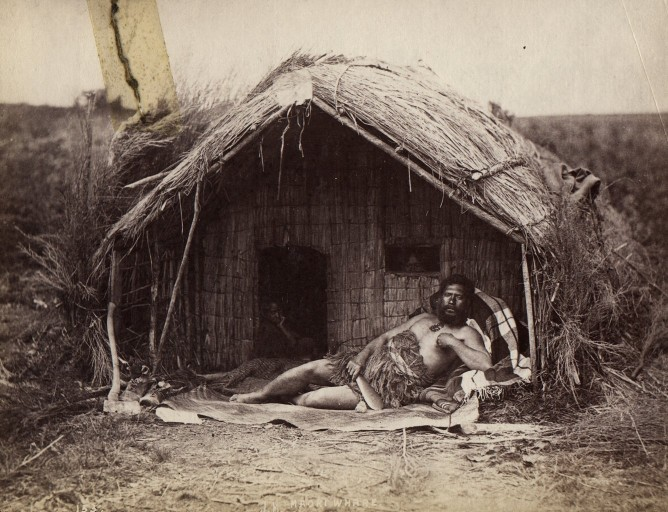